# Canada ai III Giochi olimpici invernali
Il Canada partecipò ai III Giochi olimpici invernali, svoltisi a Lake Placid, Stati Uniti, dal 4 al 15 febbraio 1932, con una delegazione di 42 atleti impegnati in sei discipline.

## Medagliere

### Per discipline
| Sport                   | Oro | Argento | Bronzo | Totale |
| ----------------------- | --- | ------- | ------ | ------ |
| Hockey su ghiaccio      | 1   | 0       | 0      | 1      |
| Pattinaggio di velocità | 0   | 1       | 4      | 5      |
| Pattinaggio di figura   | 0   | 0       | 1      | 1      |
| Totale                  | 1   | 1       | 5      | 7      |

### Medaglie
| Medaglia | Atleta | Sport                   | Evento           |
| -------- | --- | ----------------------- | ---------------- |
| Oro      | Bill Cockburn Cliff Crowley Bert Duncanson George Garbutt Roy Henkel Vic Lindquist Norm Malloy Wally Monson Ken Moore Romeo Rivers Hack Simpson Hugh Sutherland Stan Wagner Alston Wise | Hockey su ghiaccio      | Maschile         |
| Argento  | Alexander Hurd | Pattinaggio di velocità | 1500 m maschile  |
| Bronzo   | Montgomery Wilson | Pattinaggio di figura   | Maschile         |
| Bronzo   | Alexander Hurd | Pattinaggio di velocità | 500 m maschile   |
| Bronzo   | Willy Logan | Pattinaggio di velocità | 1500 m maschile  |
| Bronzo   | Willy Logan | Pattinaggio di velocità | 5000 m maschile  |
| Bronzo   | Frank Stack | Pattinaggio di velocità | 10000 m maschile |